# Gran Premio di superbike di Lausitz 2006
Il Gran Premio di superbike di Lausitz 2006 è stato la decima prova su dodici del campionato mondiale Superbike 2006, disputato il 10 settembre sul circuito di Lausitz, in gara 1 ha visto la vittoria di Yukio Kagayama davanti a Noriyuki Haga e Troy Corser, la gara 2 è stata vinta da James Toseland che ha preceduto Noriyuki Haga e Troy Bayliss.
La vittoria nella gara valevole per il campionato mondiale Supersport 2006 è stata ottenuta da Kenan Sofuoğlu, mentre la gara della Superstock 1000 FIM Cup viene vinta da Claudio Corti e quella del campionato Europeo della classe Superstock 600 da Niccolò Canepa.

## Risultati

### Gara 1

#### Arrivati al traguardo[6]
| Pos. | Nº | Pilota               | Squadra                     | Motocicletta       | Giri | Tempo     | Griglia | Punti |
| ---- | -- | -------------------- | --------------------------- | ------------------ | ---- | --------- | ------- | ----- |
| 1º   | 71 | Yukio Kagayama       | Alstare Suzuki Corona Extra | Suzuki GSXR1000 K6 | 24   | 39:57.421 | 8º      | 25    |
| 2º   | 41 | Noriyuki Haga        | Yamaha Motor Italia WSB     | Yamaha YZF R1      | 24   | +0:01.239 | 2º      | 20    |
| 3º   | 1  | Troy Corser          | Alstare Suzuki Corona Extra | Suzuki GSXR1000 K6 | 24   | +0:01.436 | 6º      | 16    |
| 4º   | 88 | Andrew Pitt          | Yamaha Motor Italia WSB     | Yamaha YZF R1      | 24   | +0:08.725 | 4º      | 13    |
| 5º   | 4  | Alex Barros          | Klaffi Honda                | Honda CBR 1000RR   | 24   | +0:08.975 | 7º      | 11    |
| 6º   | 31 | Karl Muggeridge      | Winston Ten Kate Honda      | Honda CBR 1000RR   | 24   | +0:13.804 | 9º      | 10    |
| 7º   | 21 | Troy Bayliss         | Ducati Xerox                | Ducati 999 F06     | 24   | +0:23.569 | 1º      | 9     |
| 8º   | 57 | Lorenzo Lanzi        | Ducati Xerox                | Ducati 999 F06     | 24   | +0:23.846 | 5º      | 8     |
| 9º   | 52 | James Toseland       | Winston Ten Kate Honda      | Honda CBR 1000RR   | 24   | +0:27.217 | 3º      | 7     |
| 10º  | 10 | Fonsi Nieto          | PSG-1 Kawasaki Corse 2      | Kawasaki ZX10R     | 24   | +0:28.712 | 11º     | 6     |
| 11º  | 9  | Chris Walker         | PSG-1 Kawasaki Corse        | Kawasaki ZX10R     | 24   | +0:29.543 | 14º     | 5     |
| 12º  | 55 | Régis Laconi         | PSG-1 Kawasaki Corse        | Kawasaki ZX10R     | 24   | +0:29.869 | 12º     | 4     |
| 13º  | 76 | Max Neukirchner      | Alstare Eng. Corona Extra   | Suzuki GSXR1000 K6 | 24   | +0:31.275 | 13º     | 3     |
| 14º  | 99 | Steve Martin         | Foggy Petronas Racing       | Petronas FP1       | 24   | +0:34.783 | 10º     | 2     |
| 15º  | 11 | Rubén Xaus           | Sterilgarda - Berik         | Ducati 999 F05     | 24   | +0:37.010 | 15º     | 1     |
| 16º  | 3  | Norifumi Abe         | Yamaha Motor France-Ipone   | Yamaha YZF R1      | 24   | +0:46.339 | 17º     |       |
| 17º  | 38 | Shin'ichi Nakatomi   | Yamaha Motor France-Ipone   | Yamaha YZF R1      | 24   | +0:58.227 | 25º     |       |
| 18º  | 18 | Craig Jones          | Foggy Petronas Racing       | Petronas FP1       | 24   | +0:59.299 | 21º     |       |
| 19º  | 80 | Kurtis Roberts       | Team Pedercini              | Ducati 999 RS      | 24   | +1:12.867 | 26º     |       |
| 20º  | 25 | Joshua Brookes       | Kawasaki Bertocchi          | Kawasaki ZX10R     | 24   | +1:16.778 | 28º     |       |
| 21º  | 83 | Didier Van Keymeulen | MGM - TTSL Racing           | Yamaha YZF R1      | 24   | +1:20.656 | 20º     |       |

#### Ritirati
| Nº | Pilota              | Squadra                   | Motocicletta       | Giri | Griglia |
| -- | ------------------- | ------------------------- | ------------------ | ---- | ------- |
| 44 | Roberto Rolfo       | Ducati SC - Caracchi      | Ducati 999 F05     | 23   | 27º     |
| 36 | Jiří Drazdak        | Pro-SBK Racing            | Yamaha YZF R1      | 19   | 29º     |
| 84 | Michel Fabrizio     | D.F.X. Treme              | Honda CBR 1000RR   | 15   | 16º     |
| 26 | Stefan Nebel        | Kawasaki Docshop Racing   | Kawasaki ZX10R     | 13   | 22º     |
| 20 | Marco Borciani      | Sterilgarda - Berik       | Ducati 999 F05     | 9    | 19º     |
| 13 | Vittorio Iannuzzo   | Celani Team Suzuki Italia | Suzuki GSXR1000 K6 | 7    | 23º     |
| 7  | Pierfrancesco Chili | D.F.X. Treme              | Honda CBR 1000RR   | 6    | 24º     |
| 8  | Ivan Clementi       | Team Pedercini            | Ducati 999 RS      | 0    | 18º     |

### Gara 2

#### Arrivati al traguardo[7]
| Pos. | Nº | Pilota               | Squadra                     | Motocicletta       | Giri | Tempo     | Griglia | Punti |
| ---- | -- | -------------------- | --------------------------- | ------------------ | ---- | --------- | ------- | ----- |
| 1º   | 52 | James Toseland       | Winston Ten Kate Honda      | Honda CBR 1000RR   | 24   | 39:58.796 | 3º      | 25    |
| 2º   | 41 | Noriyuki Haga        | Yamaha Motor Italia WSB     | Yamaha YZF R1      | 24   | +0:00.210 | 2º      | 20    |
| 3º   | 21 | Troy Bayliss         | Ducati Xerox                | Ducati 999 F06     | 24   | +0:03.056 | 1º      | 16    |
| 4º   | 71 | Yukio Kagayama       | Alstare Suzuki Corona Extra | Suzuki GSXR1000 K6 | 24   | +0:07.396 | 8º      | 13    |
| 5º   | 31 | Karl Muggeridge      | Winston Ten Kate Honda      | Honda CBR 1000RR   | 24   | +0:11.653 | 9º      | 11    |
| 6º   | 57 | Lorenzo Lanzi        | Ducati Xerox                | Ducati 999 F06     | 24   | +0:21.386 | 5º      | 10    |
| 7º   | 10 | Fonsi Nieto          | PSG-1 Kawasaki Corse 2      | Kawasaki ZX10R     | 24   | +0:26.620 | 11º     | 9     |
| 8º   | 84 | Michel Fabrizio      | D.F.X. Treme                | Honda CBR 1000RR   | 24   | +0:26.736 | 16º     | 8     |
| 9º   | 11 | Rubén Xaus           | Sterilgarda - Berik         | Ducati 999 F05     | 24   | +0:29.428 | 15º     | 7     |
| 10º  | 9  | Chris Walker         | PSG-1 Kawasaki Corse        | Kawasaki ZX10R     | 24   | +0:29.544 | 14º     | 6     |
| 11º  | 3  | Norifumi Abe         | Yamaha Motor France-Ipone   | Yamaha YZF R1      | 24   | +0:29.779 | 17º     | 5     |
| 12º  | 99 | Steve Martin         | Foggy Petronas Racing       | Petronas FP1       | 24   | +0:38.463 | 10º     | 4     |
| 13º  | 18 | Craig Jones          | Foggy Petronas Racing       | Petronas FP1       | 24   | +0:45.259 | 21º     | 3     |
| 14º  | 1  | Troy Corser          | Alstare Suzuki Corona Extra | Suzuki GSXR1000 K6 | 24   | +0:45.922 | 6º      | 2     |
| 15º  | 38 | Shin'ichi Nakatomi   | Yamaha Motor France-Ipone   | Yamaha YZF R1      | 24   | +0:58.393 | 25º     | 1     |
| 16º  | 13 | Vittorio Iannuzzo    | Celani Team Suzuki Italia   | Suzuki GSXR1000 K6 | 24   | +0:58.633 | 23º     |       |
| 17º  | 44 | Roberto Rolfo        | Ducati SC - Caracchi        | Ducati 999 F05     | 24   | +1:00.033 | 27º     |       |
| 18º  | 8  | Ivan Clementi        | Team Pedercini              | Ducati 999 RS      | 24   | +1:04.858 | 18º     |       |
| 19º  | 55 | Régis Laconi         | PSG-1 Kawasaki Corse        | Kawasaki ZX10R     | 24   | +1:05.825 | 12º     |       |
| 20º  | 26 | Stefan Nebel         | Kawasaki Docshop Racing     | Kawasaki ZX10R     | 24   | +1:06.149 | 22º     |       |
| 21º  | 83 | Didier Van Keymeulen | MGM - TTSL Racing           | Yamaha YZF R1      | 24   | +1:08.295 | 20º     |       |
| 22º  | 36 | Jiří Drazdak         | Pro-SBK Racing              | Yamaha YZF R1      | 24   | +1:26.916 | 29º     |       |
| 23º  | 25 | Joshua Brookes       | Kawasaki Bertocchi          | Kawasaki ZX10R     | 23   | +1 giro   | 28º     |       |

#### Ritirati
| Nº | Pilota              | Squadra                   | Motocicletta       | Giri | Griglia |
| -- | ------------------- | ------------------------- | ------------------ | ---- | ------- |
| 4  | Alex Barros         | Klaffi Honda              | Honda CBR 1000RR   | 18   | 7º      |
| 80 | Kurtis Roberts      | Team Pedercini            | Ducati 999 RS      | 11   | 26º     |
| 7  | Pierfrancesco Chili | D.F.X. Treme              | Honda CBR 1000RR   | 5    | 24º     |
| 88 | Andrew Pitt         | Yamaha Motor Italia WSB   | Yamaha YZF R1      | 3    | 4º      |
| 76 | Max Neukirchner     | Alstare Eng. Corona Extra | Suzuki GSXR1000 K6 | 2    | 13º     |

### Supersport

#### Arrivati al traguardo
| Pos. | Nº  | Pilota             | Squadra                     | Motocicletta    | Giri | Tempo     | Griglia | Punti |
| ---- | --- | ------------------ | --------------------------- | --------------- | ---- | --------- | ------- | ----- |
| 1º   | 54  | Kenan Sofuoğlu     | Winston Ten Kate Honda      | Honda CBR 600RR | 23   | 39'29.099 | 2º      | 25    |
| 2º   | 11  | Kevin Curtain      | Yamaha Motor Germany        | Yamaha YZF R6   | 23   | +0.130    | 1º      | 20    |
| 3º   | 10  | Fabien Foret       | Yamaha Motor Germany        | Yamaha YZF R6   | 23   | +9.654    | 8º      | 16    |
| 4º   | 127 | Robbin Harms       | Stiggy Motorsports          | Honda CBR 600RR | 23   | +10.564   | 13º     | 13    |
| 5º   | 69  | Gianluca Nannelli  | Manila Grace SC             | Ducati 749 R    | 23   | +19.925   | 6º      | 11    |
| 6º   | 45  | Gianluca Vizziello | Yamaha Team Italia          | Yamaha YZF R6   | 23   | +24.288   | 7º      | 10    |
| 7º   | 73  | Christian Zaiser   | LBR Ducati Racing           | Ducati 749 R    | 23   | +24.980   | 3º      | 9     |
| 8º   | 22  | Kai Børre Andersen | Hoegee Suzuki               | Suzuki GSX 600R | 23   | +25.058   | 11º     | 8     |
| 9º   | 18  | Matthieu Lagrive   | Intermoto Czech Klaffi      | Honda CBR 600RR | 23   | +30.289   | 15º     | 7     |
| 10º  | 7   | Stéphane Chambon   | Gil Motor Sport             | Kawasaki ZX6RR  | 23   | +34.854   | 9º      | 6     |
| 11º  | 72  | Stuart Easton      | Manila Grace SC             | Ducati 749 R    | 23   | +35.811   | 23º     | 5     |
| 12º  | 55  | Massimo Roccoli    | Yamaha Team Italia          | Yamaha YZF R6   | 23   | +36.092   | 17º     | 4     |
| 13º  | 6   | Mauro Sanchini     | Bikersdays Yamaha Moto 1    | Yamaha YZF R6   | 23   | +36.430   | 25º     | 3     |
| 14º  | 21  | Chris Peris        | Bikersdays Yamaha Moto 1    | Yamaha YZF R6   | 23   | +36.845   | 21º     | 2     |
| 15º  | 25  | Tatu Lauslehto     | Dark Dog Stiggy Motorsports | Honda CBR 600RR | 23   | +1'00.846 | 20º     | 1     |
| 16º  | 60  | Vladimir Ivanov    | Vector Racing               | Yamaha YZF R6   | 23   | +1'07.040 | 27º     |       |
| 17º  | 31  | Vesa Kallio        | SLM Racing                  | Yamaha YZF R6   | 23   | +1'07.258 | 24º     |       |
| 18º  | 17  | Miguel Praia       | Team Parkalgar              | Honda CBR 600RR | 23   | +1'10.978 | 28º     |       |
| 19º  | 38  | Grégory Leblanc    | Vazy Racing                 | Honda CBR 600RR | 23   | +1'11.430 | 26º     |       |
| 20º  | 63  | Lorenzo Alfonsi    | RG Team                     | Yamaha YZF R6   | 23   | +1'11.718 | 32º     |       |
| 21º  | 67  | Günther Knobloch   | Yamaha Sebring              | Yamaha YZF R6   | 23   | +1'32.063 | 33º     |       |
| 22º  | 3   | Katsuaki Fujiwara  | Megabike Honda              | Honda CBR 600RR | 21   | +2 giri   | 10º     |       |
| 23º  | 27  | Tom Tunstall       | Hardinge Ice Valley M.      | Honda CBR 600RR | 21   | +2 giri   | 30º     |       |

#### Ritirati
| Nº  | Pilota                | Squadra                     | Motocicletta    | Giri | Griglia |
| --- | --------------------- | --------------------------- | --------------- | ---- | ------- |
| 37  | William De Angelis    | Intermoto Czech Klaffi      | Honda CBR 600RR | 21   | 14º     |
| 121 | Alessio Aldrovandi    | CRS Grand Prix              | Honda CBR 600RR | 19   | 35º     |
| 5   | Alessio Velini        | Umbria Bike                 | Yamaha YZF R6   | 17   | 29º     |
| 32  | Yoann Tiberio         | Megabike Honda              | Honda CBR 600RR | 16   | 12º     |
| 145 | Sébastien Le Grelle   | Legrelle - Honda Belgium    | Honda CBR 600RR | 13   | 31º     |
| 116 | Johan Stigefelt       | Dark Dog Stiggy Motorsports | Honda CBR 600RR | 12   | 5º      |
| 15  | Andrea Berta          | SLM Racing                  | Yamaha YZF R6   | 11   | 36º     |
| 94  | David Checa           | Yamaha - GMT 94             | Yamaha YZF R6   | 8    | 16º     |
| 57  | Luka Nedog            | Manila Grace SC             | Ducati 749 R    | 8    | 34º     |
| 16  | Sébastien Charpentier | Winston Ten Kate Honda      | Honda CBR 600RR | 8    | 4º      |
| 8   | Maxime Berger         | Gil Motor Sport             | Kawasaki ZX6RR  | 4    | 18º     |
| 88  | Julien Enjolras       | Tati Team Beaujolais Racing | Yamaha YZF R6   | 0    | 22º     |

### Superstock 1000

#### Arrivati al traguardo
| Pos. | Nº | Pilota               | Squadra                   | Motocicletta       | Giri | Tempo     | Griglia | Punti |
| ---- | -- | -------------------- | ------------------------- | ------------------ | ---- | --------- | ------- | ----- |
| 1º   | 77 | Claudio Corti        | Yamaha Team Italia        | Yamaha YZF R1      | 9    | 15'39.363 | 1º      | 25    |
| 2º   | 26 | Brendan Roberts      | HP Racing                 | Suzuki GSXR1000 K6 | 9    | +1.082    | 4º      | 20    |
| 3º   | 8  | Loic Napoleone       | Celani Suzuki Italia      | Suzuki GSXR1000 K6 | 9    | +4.486    | 8º      | 16    |
| 4º   | 51 | Dominic Lammert      | Betandwin.de Racing       | Suzuki GSX1000 K6  | 9    | +4.631    | 6º      | 13    |
| 5º   | 9  | Luca Scassa          | EVR Corse Ormeni Racing   | MV Agusta          | 9    | +4.943    | 2º      | 11    |
| 6º   | 44 | Roberto Lunadei      | 44 Racing                 | Yamaha YZF R1      | 9    | +13.107   | 11º     | 10    |
| 7º   | 15 | Matteo Baiocco       | Umbria Bike               | Yamaha YZF R1      | 9    | +13.273   | 13º     | 9     |
| 8º   | 99 | Danilo Dell'Omo      | T.C.M. Team Cruciani Moto | Suzuki GSXR1000 K6 | 9    | +13.404   | 5º      | 8     |
| 9º   | 47 | Richard Cooper       | MS Racing                 | Honda CBR 1000RR   | 9    | +14.004   | 12º     | 7     |
| 10º  | 53 | Alessandro Polita    | Celani Suzuki Italia      | Suzuki GSXR1000 K6 | 9    | +14.763   | 9º      | 6     |
| 11º  | 24 | Marko Jerman         | MD Team Jerman            | Suzuki GSXR1000 K6 | 9    | +16.773   | 18º     | 5     |
| 12º  | 40 | Hervé Gantner        | Azione Corse              | Honda CBR 1000RR   | 9    | +19.372   | 15º     | 4     |
| 13º  | 16 | Enrique Rocamora     | RG Team                   | Yamaha YZF R1      | 9    | +20.271   | 14º     | 3     |
| 14º  | 38 | Gilles Boccolini     | PMS Corse                 | Kawasaki ZX 10R    | 9    | +21.320   | 7º      | 2     |
| 15º  | 5  | Riccardo Chiarello   | Berry Racing              | Kawasaki ZX 10R    | 9    | +27.726   | 17º     | 1     |
| 16º  | 32 | Sheridan Morais      | EMS Racing                | Suzuki GSXR1000 K6 | 9    | +28.343   | 16º     |       |
| 17º  | 90 | Diego Ciavattini     | Team Trasimeno            | Yamaha YZF R1      | 9    | +29.037   | 22º     |       |
| 18º  | 55 | Olivier Depoorter    | Autophone Racing          | Yamaha YZF R1      | 9    | +29.297   | 24º     |       |
| 19º  | 73 | Simone Saltarelli    | Team Trasimeno            | Yamaha YZF R1      | 9    | +29.583   | 21º     |       |
| 20º  | 12 | Leonardo Biliotti    | EVR Corse Ormeni Racing   | MV Agusta          | 9    | +33.786   | 19º     |       |
| 21º  | 21 | Leon Bovee           | Piet Geluk Racing         | Suzuki GSXR1000 K6 | 9    | +38.105   | 26º     |       |
| 22º  | 27 | Alessandro Colatosti | PSG-1 Kawasaki Corse      | Kawasaki ZX 10R    | 9    | +42.866   | 29º     |       |
| 23º  | 89 | Raphael Chevre       | TKR Suzuki Switzerland    | Suzuki GSXR1000 K6 | 9    | +43.688   | 27º     |       |
| 24º  | 35 | Allard Kerkhoven     | Oliveira Suzuki           | Suzuki GSXR1000 K6 | 9    | +45.241   | 30º     |       |
| 25º  | 31 | Giuseppe Barone      | TCM Gi.Motor              | Suzuki GSXR1000 K6 | 9    | +45.481   | 28º     |       |
| 26º  | 64 | Didier Heyndrickx    | Racing Dirk Van Mol       | Suzuki GSX1000 K6  | 9    | +52.495   | 32º     |       |
| 27º  | 14 | Mauro Belliero       | Azione Corse              | Honda CBR 1000RR   | 9    | +53.813   | 31º     |       |
| 28º  | 33 | Patrick McDougall    | Beowulf Racing            | Suzuki GSX1000 K6  | 9    | +1'12.437 | 25º     |       |

#### Ritirati
| Nº | Pilota          | Squadra              | Motocicletta     | Giri | Griglia |
| -- | --------------- | -------------------- | ---------------- | ---- | ------- |
| 86 | Ayrton Badovini | Biassono - Unionbike | MV Agusta        | 5    | 3º      |
| 71 | Petter Solli    | Solli Racing         | Yamaha YZF R1    | 5    | 23º     |
| 96 | Matěj Smrž      | MS Racing            | Honda CBR 1000RR | 4    | 20º     |

### Superstock 600

#### Arrivati al traguardo
| Pos. | Nº | Pilota                  | Squadra                     | Motocicletta    | Giri | Tempo     | Griglia | Punti |
| ---- | -- | ----------------------- | --------------------------- | --------------- | ---- | --------- | ------- | ----- |
| 1º   | 59 | Niccolò Canepa          | Ducati Xerox Junior         | Ducati 749 R    | 12   | 21'21.876 | 1º      | 25    |
| 2º   | 10 | Davide Giugliano        | Lightspeed Kawasaki Supp.   | Kawasaki ZX6RR  | 12   | +0.433    | 2º      | 20    |
| 3º   | 19 | Xavier Siméon           | Alstare Suzuki Corona Extra | Suzuki GSX 600R | 12   | +0.704    | 3º      | 16    |
| 4º   | 89 | Domenico Colucci        | Ducati Xerox Junior         | Ducati 749 R    | 12   | +32.101   | 8º      | 13    |
| 5º   | 34 | Alexander Lundh         | Stiggy Motorsports          | Honda CBR 600RR | 12   | +32.792   | 6º      | 11    |
| 6º   | 69 | Ondřej Ježek            | Gold Fren Team Erinac       | Kawasaki ZX6RR  | 12   | +32.906   | 10º     | 10    |
| 7º   | 99 | Roy Ten Napel           | Lian Products Racing        | Yamaha YZF R6   | 12   | +35.605   | 4º      | 9     |
| 8º   | 7  | Renato Costantini       | Junior Team Italia Honda    | Honda CBR 600RR | 12   | +35.616   | 16º     | 8     |
| 9º   | 37 | Andrzej Chmielewski     | Trasimeno Junior            | Yamaha YZF R6   | 12   | +36.366   | 11º     | 7     |
| 10º  | 56 | Daniel Sutter           | Peko Racing                 | Honda CBR 600RR | 12   | +36.769   | 14º     | 6     |
| 11º  | 75 | Dennis Sigloch          | Peko Racing                 | Yamaha YZF R6   | 12   | +40.607   | 15º     | 5     |
| 12º  | 21 | Franck Millet           | Millet Racing Yamaha J.     | Yamaha YZF R6   | 12   | +41.121   | 13º     | 4     |
| 13º  | 88 | Mads Odin Hodt          | Hodt As Racing              | Yamaha YZF R6   | 12   | +43.862   | 18º     | 3     |
| 14º  | 84 | Bostjan Pintar          | Inotherm Racing             | Yamaha YZF R6   | 12   | +43.978   | 17º     | 2     |
| 15º  | 77 | Barry Burrell           | MS Racing                   | Honda CBR 600RR | 12   | +44.418   | 25º     | 1     |
| 16º  | 24 | Daniele Beretta         | DBG Racing                  | Suzuki GSX 600R | 12   | +45.117   | 9º      |       |
| 17º  | 74 | Sylvain Barrier         | Moto 1                      | Yamaha YZF R6   | 12   | +48.963   | 20º     |       |
| 18º  | 18 | Matt Bond               | Mist Suzuki                 | Suzuki GSX 600R | 12   | +49.560   | 26º     |       |
| 19º  | 63 | Patrizio Valsecchi      | Team Trasimeno              | Yamaha YZF R6   | 12   | +49.700   | 21º     |       |
| 20º  | 41 | Gregory Junod           | TKR Suzuki Switzerland      | Suzuki GSX 600R | 12   | +53.603   | 7º      |       |
| 21º  | 16 | Chris Northover         | Mist Suzuki                 | Suzuki GSX 600R | 12   | +56.301   | 30º     |       |
| 22º  | 46 | Leon Hunt               | Beowulf Motorsport          | Yamaha YZF R6   | 12   | +1'00.474 | 29º     |       |
| 23º  | 31 | Lennart van Houwelingen | Some Racing                 | Suzuki GSX 600R | 12   | +1'11.375 | 28º     |       |
| 24º  | 30 | Michaël Savary          | Millet Racing Yamaha J.     | Yamaha YZF R6   | 12   | +1'14.473 | 12º     |       |
| 25º  | 28 | Yannick Guerra          | Holiday Gym                 | Yamaha YZF R6   | 12   | +1'14.729 | 32º     |       |
| 26º  | 25 | Patrik Vostarek         | Intermoto Czech Klaffi      | Honda CBR 600RR | 12   | +1'39.384 | 24º     |       |
| 27º  | 12 | Davide Caldart          | PSG-1 Kawasaki Corse J.     | Kawasaki ZX6RR  | 11   | +1 giro   | 33º     |       |

#### Ritirati
| Nº | Pilota             | Squadra                  | Motocicletta    | Giri | Griglia |
| -- | ------------------ | ------------------------ | --------------- | ---- | ------- |
| 55 | Vincent Lonbois    | SRC Racing               | Suzuki GSX 600R | 10   | 23º     |
| 26 | Will Gruy          | Trasimeno Junior         | Yamaha YZF R6   | 8    | 27º     |
| 44 | Cristiano Erbacci  | 44 Racing                | Yamaha YZF R6   | 6    | 31º     |
| 49 | Davide Bastianelli | RG Team                  | Yamaha YZF R6   | 5    | 19º     |
| 8  | Andrea Antonelli   | Junior Team Italia Honda | Honda CBR 600RR | 3    | 5º      |